# 760 TCN
760 TCN là một năm trong lịch La Mã.